# Sergej Dubrovin
Sergej Dubrovin (* 3. Juni 1942 in Samarkand, Usbekische Sozialistische Sowjetrepublik; † 31. August 2015 in Belgrad, Serbien) war ein sowjetisch-jugoslawischer Opernsänger (Tenor).

## Leben
Dubrovin studierte Gesang am Staatlichen Sankt Petersburger Konservatorium „N.A. Rimski-Korsakow“ in Leningrad. Nach Abschluss seiner Ausbildung wurde er als Solist an das Moskauer Bolschoi-Theater verpflichtet, ging dann aber als festes Ensemblemitglied an das Opernhaus Kiew. Er begann seine Karriere als Bass und wechselte dann über die Zwischenstufe als Bariton schließlich ins Tenorfach. Seine erste Rolle als Tenor war Faust in Margarethe von Charles Gounod. Dubrovin sang sowohl das lyrische Tenorfach als auch dramatische Tenorpartien. Seine sängerischen Vorbilder waren Enrico Caruso und Mario Lanza.  
Dubrovin war später viele Jahre festes Ensemblemitglied der Nationaloper Belgrad (Narodno Pozorište u Beogradu). Zu seinen Rollen gehörten u. a. Manrico in Il trovatore, Radames in Aida, Don José in Carmen, Turiddu in Cavalleria rusticana, Maurizio in Adriana Lecouvreur und die Titelrolle in Otello. Im Oktober 1992 sang er in Belgrad die Titelrolle in einer Neuinszenierung der Oper Don Carlos.
Dubrovin gab auch Gastspiele im westlichen Ausland, so als Hermann in Pique Dame am Opernhaus Madrid oder als Sergej in Lady Macbeth von Mzensk am Hessischen Staatstheater Wiesbaden.
Schallplattenaufnahmen mit Dubrovin umfassen u. a. einen Live-Mitschnitt der Oper Lady Macbeth von Mzensk aus der Staatsoper Kiew und Auszüge (Arien und Duette) aus Carmen.
Dubrovin starb im August 2015 im Alter von 73 Jahren in Belgrad.